# Česká florbalová extraliga žen 2014/2015
Česká florbalová extraliga žen 2014/2015 byla 21. ročníkem nejvyšší ženské florbalové soutěže v Česku.
Soutěž odehrálo 12 týmů systémem dvakrát každý s každým. Prvních osm týmů postoupilo do play-off. Zbylé čtyři týmy hrály o sestup.
Vítězem ročníku se poprvé stal tým TJ JM FAT PIPE Chodov, po porážce týmu Herbadent Praha 11 SJM ve finále. Tím se Chodov stal čtvrtým týmem v historii, který zvítězil v ženské Extralize. Mistr předchozí sezóny, 1. SC Vítkovice Oxdog, skončil na třetím místě.
Nováčkem v této sezóně byl tým FBK Jičín, který se vrátil do Extraligy po osmi sezónách po vítězství v 1. lize v předchozím ročníku.
V tomto ročníku se hrál nový systém play-down, ve kterém žádný tým nemusel sestupovat. Extraligové týmy Tatran Omlux Střešovice a TJ Sokol Královské Vinohrady, které hrály baráž, ligu obhájily.

## Základní část
| Poř. | Tým                          | Z  | V  | VP | PP | P  | VG  | OG  | B  |
| ---- | ---------------------------- | -- | -- | -- | -- | -- | --- | --- | -- |
| 1.   | Herbadent Praha 11 SJM       | 22 | 21 | 0  | 1  | 0  | 183 | 50  | 64 |
| 2.   | 1. SC Vítkovice Oxdog        | 22 | 19 | 2  | 0  | 1  | 176 | 51  | 61 |
| 3.   | TJ JM FAT PIPE Chodov        | 22 | 18 | 0  | 1  | 3  | 222 | 70  | 55 |
| 4.   | FbŠ "pipni.cz" Bohemians     | 22 | 15 | 0  | 0  | 7  | 128 | 103 | 45 |
| 5.   | Sokol Židenice Eurocompanies | 22 | 11 | 0  | 3  | 8  | 98  | 106 | 36 |
| 6.   | Crazy girls FBC Liberec      | 22 | 10 | 1  | 0  | 11 | 122 | 102 | 32 |
| 7.   | TEMPISH FBS Olomouc          | 22 | 7  | 2  | 3  | 10 | 80  | 115 | 28 |
| 8.   | FBC ČPP BONUSIA Ostrava      | 22 | 7  | 1  | 1  | 13 | 83  | 141 | 24 |
| 9.   | Elite Praha                  | 22 | 6  | 2  | 0  | 14 | 98  | 124 | 22 |
| 10.  | Tatran Omlux Střešovice      | 22 | 4  | 0  | 0  | 18 | 46  | 174 | 12 |
| 11.  | FBK Jičín                    | 22 | 3  | 1  | 0  | 18 | 62  | 153 | 11 |
| 12.  | TJ Sokol Královské Vinohrady | 22 | 2  | 0  | 0  | 22 | 56  | 165 | 2  |

## Vyřazovací boje

### Pavouk
|  | Čtvrtfinále (na zápasy)      | Čtvrtfinále (na zápasy)  |                        |   | Semifinále (na zápasy) | Semifinále (na zápasy) |  |  | Superfinále (skóre) | Superfinále (skóre) |
|  |                              |                          |                        |   |                        |                        |  |  |                     |                     |
|  |                              |                          |                        |   |                        |                        |  |  |                     |                     |
|  | Herbadent Praha 11 SJM       | 4                        |                        |   |                        |                        |  |  |                     |                     |
|  | Herbadent Praha 11 SJM       | 4                        |                        |   |                        |                        |  |  |                     |                     |
|  | Sokol Židenice Eurocompanies | 0                        |                        |   |                        |                        |  |  |                     |                     |
|  | Sokol Židenice Eurocompanies | 0                        | Herbadent Praha 11 SJM | 4 |                        |                        |  |  |                     |                     |
|  |                              |                          | Herbadent Praha 11 SJM | 4 |                        |                        |  |  |                     |                     |
|  |                              | FbŠ "pipni.cz" Bohemians | 0                      |   |                        |                        |  |  |                     |                     |
|  | FbŠ "pipni.cz" Bohemians     | FbŠ "pipni.cz" Bohemians | 0                      | 4 |                        |                        |  |  |                     |                     |
|  | FbŠ "pipni.cz" Bohemians     |                          |                        | 4 |                        |                        |  |  |                     |                     |
|  | Crazy girls FBC Liberec      | 2                        |                        |   |                        |                        |  |  |                     |                     |
|  | Crazy girls FBC Liberec      | 2                        | Herbadent Praha 11 SJM | 1 |                        |                        |  |  |                     |                     |
|  |                              |                          | Herbadent Praha 11 SJM | 1 |                        |                        |  |  |                     |                     |
|  |                              | TJ JM FAT PIPE Chodov    | 4                      |   |                        |                        |  |  |                     |                     |
|  | 1. SC Vítkovice Oxdog        | TJ JM FAT PIPE Chodov    | 4                      | 4 |                        |                        |  |  |                     |                     |
|  | 1. SC Vítkovice Oxdog        |                          |                        | 4 |                        |                        |  |  |                     |                     |
|  | FBC ČPP BONUSIA Ostrava      | 0                        |                        |   |                        |                        |  |  |                     |                     |
|  | FBC ČPP BONUSIA Ostrava      | 0                        | 1. SC Vítkovice Oxdog  | 3 |                        |                        |  |  |                     |                     |
|  |                              |                          | 1. SC Vítkovice Oxdog  | 3 |                        |                        |  |  |                     |                     |
|  |                              | TJ JM FAT PIPE Chodov    | 4                      |   |                        |                        |  |  |                     |                     |
|  | TJ JM FAT PIPE Chodov        | TJ JM FAT PIPE Chodov    | 4                      | 4 |                        |                        |  |  |                     |                     |
|  | TJ JM FAT PIPE Chodov        |                          |                        | 4 |                        |                        |  |  |                     |                     |
|  | TEMPISH FBS Olomouc          | 0                        |                        |   |                        |                        |  |  |                     |                     |
|  | TEMPISH FBS Olomouc          | 0                        |                        |   |                        |                        |  |  |                     |                     |

### Čtvrtfinále
První tři týmy si postupně zvolily soupeře pro čtvrtfinále z druhé čtveřice.
Herbadent Praha 11 SJM – Sokol Židenice Eurocompanies 4 : 0 na zápasy – Zpráva
- 17. 3. 2015 17:00, Herbadent – Židenice 6 : 21 (1:1, 3:0, 2:1)
- 18. 3. 2015 13:30, Herbadent – Židenice 9 : 21 (4:0, 3:0, 2:2)
- 14. 3. 2015 17:00, Židenice – Herbadent 2 : 81 (1:2, 1:3, 0:3)
- 15. 3. 2015 14:00, Židenice – Herbadent 5 : 10 (1:2, 0:5, 4:3)

FbŠ "pipni.cz" Bohemians – Crazy girls FBC Liberec 4 : 2 na zápasy – Zpráva
- 17. 3. 2015 17:00, Bohemians – Liberec 6 : 4 (2:0, 2:4, 2:0)
- 18. 3. 2015 19:00, Bohemians – Liberec 5 : 6 (0:0, 2:2, 3:4)
- 13. 3. 2015 19:30, Liberec – Bohemians 5 : 6 (0:2, 2:3, 3:1)
- 14. 3. 2015 19:30, Liberec – Bohemians 8 : 0 (0:0, 3:0, 5:0)
- 18. 3. 2015 19:45, Bohemians – Liberec 9 : 4 (3:3, 2:0, 4:1)
- 20. 3. 2015 19:30, Liberec – Bohemians 6 : 7p (3:1, 2:3, 1:2, 0:1)

1. SC Vítkovice Oxdog – FBC ČPP BONUSIA Ostrava 4 : 0 na zápasy – Zpráva
- 17. 3. 2015 15:00, Vítkovice – Ostrava 17 : 1 (3:0, 2:1, 2:0)
- 18. 3. 2015 15:00, Vítkovice – Ostrava 11 : 1 (3:0, 4:0, 4:1)
- 14. 3. 2015 14:31, Ostrava – Vítkovice 11 : 7 (1:1, 0:5, 0:1)
- 15. 3. 2015 14:30, Ostrava – Vítkovice 10 : 8 (0:2, 0:3, 0:3)

TJ JM FAT PIPE Chodov – TEMPISH FBS Olomouc 4 : 0 na zápasy – Zpráva
- 17. 3. 2015 14:03, Chodov – Olomouc 15 : 10 (1:0, 8:1, 6:0)
- 18. 3. 2015 16:30, Chodov – Olomouc 11 : 21 (2:1, 5:0, 4:1)
- 13. 3. 2015 20:00, Olomouc – Chodov 12 : 11 (1:3, 0:3, 1:5)
- 14. 3. 2015 14:30, Olomouc – Chodov 11 : 16 (0:1, 0:11, 1:4)

### Semifinále
Herbadent Praha 11 SJM – FbŠ "pipni.cz" Bohemians 4 : 0 na zápasy – Zpráva
- 28. 3. 2015 16:00, Herbadent – Bohemians 6 : 3 (3:0, 1:2, 2:1)
- 29. 3. 2015 15:00, Herbadent – Bohemians 7 : 6 (2.1, 2:3, 3:2)
- 04. 4. 2015 19:00, Bohemians – Herbadent 1 : 7 (0:1, 1:1, 0:5)
- 06. 4. 2015 17:00, Bohemians – Herbadent 3 : 6 (3:0, 0:4, 0:2)

1. SC Vítkovice Oxdog – TJ JM FAT PIPE Chodov 3 : 4 na zápasy – Zpráva
- 28. 3. 2015 18:00, Vítkovice – Chodov 4 : 3p (1.0, 1:0, 1:3, 1:0)
- 29. 3. 2015 16:00, Vítkovice – Chodov 5 : 6p (1:2, 2:1, 2:2, 0:1)
- 04. 4. 2015 17:00, Chodov – Vítkovice 5 : 1 (2:0, 2:0, 1:1)
- 05. 4. 2015 16:00, Chodov – Vítkovice 2 : 4 (1:2, 0:1, 1:1)
- 08. 4. 2015 18:00, Vítkovice – Chodov 1 : 4 (0:1, 0:1, 1:2)
- 10. 4. 2015 19:30, Chodov – Vítkovice 0 : 3 (0:2, 0:0, 0:1)
- 12. 4. 2015 16:00, Vítkovice – Chodov 3 : 4p (1:0, 1:1, 1:2, 0:1)

### Superfinále
O mistru extraligy rozhodl jeden zápas tzv. superfinále 18. dubna 2015 v O2 areně v Praze. Superfinále překonalo s 6 891 diváky dosavadní rekord v návštěvnosti na ligovém zápase českého ženského florbalu z finále předchozí sezóny. Nové maximum vydrželo zároveň jen do dalšího superfinále.
- 18. 4. 2015 14:07, Herbadent Praha 11 SJM – TJ JM FAT PIPE Chodov 1 : 4 (0:1, 0:1, 1:2)[2][17] – Zpráva

## Boje o udržení
Hrály 9. s 12. a 10. s 11. po základní části. Vítězky z 1. kola zůstaly v Extralize, poražené hrály baráž.

### 1. kolo
Elite Praha – TJ Sokol Královské Vinohrady 4 : 0 na zápasy – Zpráva
- 14. 3. 2015 19:00, Elite – Vinohrady 17 : 51 (1:1, 2:4, 4:0)
- 15. 3. 2015 14:30, Elite – Vinohrady 10 : 41 (1:1, 2:0, 7:3)
- 21. 3. 2015 20:00, Vinohrady – Elite 12 : 11 (0:4, 0:3, 2:4)
- 22. 3. 2015 17:00, Vinohrady – Elite 12 : 51 (0:0, 2:0, 0:3)

Tatran Omlux Střešovice – FBK Jičín 3 : 4 na zápasy – Zpráva
- 14. 3. 2015 19:00, Tatran – Jičín 7 : 6ts (2:2, 1:0, 3:4, 1:0)
- 15. 3. 2015 18:00, Tatran – Jičín 2 : 3 (1:0, 1:1, 0:2)
- 21. 3. 2015 19:00, Jičín – Tatran 4 : 3 (2:2, 2:1, 0:0)
- 22. 3. 2015 16:00, Jičín – Tatran 2 : 4 (0:3, 1:1, 1:0)
- 29. 3. 2015 14:45, Tatran – Jičín 3 : 6 (1:2, 2:1, 0:3)
- 15. 4. 2015 19:00, Jičín – Tatran 2 : 7 (0:4, 0:1, 2:2)
- 12. 4. 2015 14:00, Tatran – Jičín 3 : 4 (1:3, 1:0, 1:1)

### Baráž
Vítězky hrály další sezónu Extraligu, poražené 1. ligu.
Tatran Omlux Střešovice – itelligence Bulldogs Brno 3 : 0 na zápasy – Zpráva
- 19. 4. 2015 19:00, Tatran – Bulldogs 2 : 1 (1:1, 1:0, 0:0)
- 25. 4. 2015 19:00, Bulldogs – Tatran 0 : 3 (0:1, 0:0, 0:2)
- 26. 4. 2015 14:00, Bulldogs – Tatran 3 : 7 (1:2, 1:1, 1:4)

TJ Sokol Královské Vinohrady – FbC Panthers 3 : 1 na zápasy – Zpráva
- 19. 4. 2015 14:00, Vinohrady – Panthers 3 : 6 (2:1, 1:1, 0:4)
- 25. 4. 2015 19:00, Panthers – Vinohrady 5 : 9 (1:5, 3:3, 1:1)
- 26. 4. 2015 17:00, Panthers – Vinohrady 3 : 6 (1:1, 0:0, 2:5)
- 02. 5. 2015 18:00, Vinohrady – Panthers 6 : 5 (2:1, 0:2, 4:2)

## Konečné pořadí
| Pořadí           | Tým                          |
| ---------------- | ---------------------------- |
| Zlatá medaile    | TJ JM FAT PIPE Chodov        |
| Stříbrná medaile | Herbadent Praha 11 SJM       |
| Bronzová medaile | 1. SC Vítkovice Oxdog        |
| 4.               | FbŠ "pipni.cz" Bohemians     |
| 5.               | Sokol Židenice Eurocompanies |
| 6.               | Crazy girls FBC Liberec      |
| 7.               | TEMPISH FBS Olomouc          |
| 8.               | FBC ČPP BONUSIA Ostrava      |
| 9.               | Elite Praha                  |
| 10.              | FBK Jičín                    |
| 11.              | Tatran Omlux Střešovice      |
| 12.              | TJ Sokol Královské Vinohrady |

## Nejužitečnější hráčky
Nejužitečnějšími hráčkami Extraligy byly zvoleny:
1. Hana Sládečková (1. SC Vítkovice Oxdog)
2. Eliška Krupnová (Herbadent Praha 11 SJM)
3. Denisa Ratajová (1. SC Vítkovice Oxdog)